# Sabiceeae
Sabiceeae es una tribu de plantas pertenecientes a la familia Rubiaceae. 

## Géneros
Según NCBI
- Ecpoma - Pseudosabicea - Sabicea - Schizostigma - Stipularia - Tamridaea - Temnopteryx[1]